# Giles Chichester
Giles Chichester (* 29. Juli 1946 in London) ist ein britischer Politiker (Conservative Party) und Mitglied des Europäischen Parlaments.
Chichester studierte von 1965 bis 1968 Geografie an der Universität Oxford. Seit 1969 arbeitete er in einem von seinem Vater, Sir Francis Chichester, gegründeten und nach ihm benannten Unternehmen, das Landkarten und Reiseführer veröffentlicht. Seit 1983 war Giles Chichester Geschäftsführer, seit 1989 Vorsitzender des Unternehmens. Daneben nahm er leitende Funktionen in verschiedenen anderen Unternehmen wahr, vor allem im Verlagsbereich. Chichester ist Mitglied der Royal Geographical Society.
1984 bis 1987 war Chichester Vorsitzender der Vereinigung der Konservativen von Hammersmith, 1988 bis 1990 und 1997 bis 1998 war er Vorstandsmitglied in der Nationalen Union der britischen Konservativen, außerdem war er Vorsitzender des politischen Komitee des Carlton Club. Bei der Europawahl 1994 wurde er erstmals in das Europäische Parlament gewählt, wo er zunächst Mitglied der EVP-ED-Fraktion war. Von 2004 bis 2007 war er Vorsitzender im Ausschuss für Industrie, Forschung und Energie im Europaparlament, seit 2004 ist er zudem Präsident des Europäischen Energieforums.
Bis zum 5. Juni 2008 war Chichester außerdem Leiter der Delegation der britischen Konservativen im Europaparlament. Er musste jedoch von diesem Amt zurücktreten, nachdem bekannt wurde, dass er seit 1996 Finanzmittel aus der Sekretariatszulage für Europaparlamentarier an sein eigenes Unternehmen weitergeleitet hatte. Chichester argumentierte, dass diese Gelder an seine politischen Mitarbeiter gerichtet waren und nur zur Vereinfachung seiner Verwaltung über das Privatunternehmen abgerechnet wurden. Das Europäische Parlament habe diese Praxis 1999 und 2004 gebilligt. Die Parlamentsverwaltung sah darin dagegen einen Verstoß gegen die 2003 verabschiedete Finanzregulierung des Parlaments. Nach einer eingehenden Untersuchung zog der Generalsekretär des Europäischen Parlaments, Klaus Welle, die Vorwürfe jedoch wieder zurück, da die Gelder tatsächlich nur für politische Zwecke, nicht zur persönlichen Bereicherung genutzt worden seien.
Bei der Europawahl im Vereinigten Königreich 2009 wurde Chichester erneut wiedergewählt. Wie die übrigen britischen Konservativen trat er danach aus der EVP-ED-Fraktion aus, um sich der neu gegründeten Fraktion Europäische Konservative und Reformisten (ECR) anzuschließen. Chichester ist Mitglied im Ausschuss für Industrie, Forschung und Energie. Am 5. Juli 2011 wurde er zu einem der 14 Vizepräsidenten des Parlaments gewählt, nachdem Silvana Koch-Mehrin von diesem Amt zurückgetreten war.